# Mad Tea Party
Mad Tea Party ist ein Fahrgeschäft in Form eines Karussell mit rotierenden Teetassen in fünf der sechs Disney Schloss-Themenparks. Das Fahrthema ist von der Nichtgeburtstag-Party-Szene in Walt Disneys Film „Alice im Wunderland“ inspiriert und stellt eine Karussellversion des „Unbirthday Song“ aus dem Film dar. Es war eine der Eröffnungsattraktionen im Disneyland am 17. Juli 1955. Die Attraktion heißt Mad Tea Party im Disneyland und im Magic Kingdom. Sie heißt Alice's Tea Party im Tokyo Disneyland, Mad Hatter's Tea Cups im Disneyland Paris und Mad Hatter Tea Cups im Hong Kong Disneyland.
Alle fünf Versionen der Attraktion befinden sich im Fantasyland und alle außer der Tokio-Version waren Eröffnungsattraktionen in ihren jeweiligen Parks. Die Versionen Disneyland, Disneyland Paris und Hong Kong Disneyland haben keine große Teekanne in der Mitte der Fahrplattform. Wie bei der Attraktion „Dumbo, der fliegende Elefant“, verfügen Disneyland und sein Pendant im Hong Kong Disneyland über eine Nachbildung einer der Teetassen außerhalb der Attraktion, die von den Gästen für ein Foto genutzt werden kann.

## Attraction facts
- Fahrsystem: Drei kleine Drehteller, die sich im Uhrzeigersinn drehen und jeweils sechs Teetassen enthalten, innerhalb eines großen Drehtellers, der sich gegen den Uhrzeigersinn dreht
- Thematisierung: Man sieht, wie der Siebenschläfer seinen Kopf aus einer großen Teekanne in der Mitte des großen Drehtellers herausstreckt. Dies ist nur im Magic Kingdom und Tokyo Disneyland der Fall, da die anderen Parks keine zentrale Teekanne haben. Im Hong Kong Disneyland und bei March Hare Refreshments im Disneyland Paris gibt es neben dem Fahrgeschäft auch eigene Teekannen.
- Einschränkungen: Die ursprüngliche Attraktion im Disneyland kann nicht im Regen betrieben werden, da die Drehscheiben, sobald sie mit einer mäßigen Menge Wasser gesättigt sind, verrutschen und sich nicht mehr drehen können. Die anderen Versionen dieser Attraktion im Magic Kingdom, Tokyo Disneyland, Disneyland Paris und Hong Kong Disneyland sind abgedeckt, um solche Situationen zu verhindern und die Fahrer vor extremer Hitze und Sonne zu schützen. Im Gegensatz zu den Versionen im Magic Kingdom, Tokyo Disneyland und Hong Kong Disneyland verfügt die Version von Disneyland Paris über ein blütenblattförmiges Glasdach.

## Geschichte

### Disneyland Park (Disneyland Resort) in Anaheim, Kalifornien, USA
Mehrere Konzepte für die Mad Tea Party waren ursprünglich anders als die heutige Version. Eine Zeichnung zeigte den Esstisch des verrückten Hutmachers in der Mitte des Fahrgeschäfts mit verschiedenen Laternen und Dekorationen rundherum. Eine andere Zeichnung zeigte 20 Teetassen, die eine zentrale Nabe umkreisten, was einer Rennstrecke mit überhöhten Kurven ähnelte.
In den ersten Monaten nach der Eröffnung des Fahrgeschäfts drehten sich die Teetassen auf einer kahlen Plattform, bevor sie mit der heute existierenden psychedelischen Spirale bemalt wurden. Außerdem hatten die Teetassen in den ersten zwei Jahren der Fahrt weder Bremsen noch Kupplungen. Es gab keine Einschränkung hinsichtlich der Geschwindigkeit, mit der sie gedreht werden konnten. Die Installation im Disneyland wurde von Arrow Development produziert. Der ursprüngliche Standort der Attraktion war direkt hinter dem König-Artus-Karussell und dem Dornröschenschloss.
Im Jahr 1972 wurden geringfügige Änderungen vorgenommen, wobei Zierbögen die Lichtmasten miteinander verbunden wurden und im Jahr 1978 wurden die Plattform und die Teetassen erneut gestrichen. Im Jahr 1983 wurde die gesamte Attraktion komplett umgebaut und an ihren heutigen Standort in der Nähe der Matterhorn-Bobbahn verlegt. Es wurden auch einige Ideen aus den ursprünglichen Konzepten übernommen, beispielsweise bunte Laternen.
Im Jahr 2004 wurde die Attraktion geändert, um schnelles Drehen zu erschweren, nachdem ein Fahrer mit Behinderung das Gleichgewicht verloren hatte und aus einer Teetasse gefallen war. Wie andere verbliebene Attraktionen aus dem Jahr 1955 wurde eine der Teetassen von Disneyland zu Ehren des 50-jährigen Jubiläums des Parks im Jahr 2005 mit Gold bemalt.
Im Jahr 1956 wurde die Fahrt mit einem nahegelegenen Geschenkeladen namens „Mad Hatter of Fantasyland“ gekoppelt. Als 1958 die Attraktion „Alice im Wunderland“ gebaut wurde, wurde der Laden näher an beide Fahrgeschäfte verlegt, wodurch eine Alice-Ecke entstand. Eine der Teetassen steht für Fotomotive außerhalb des Hutladens.

### Magic Kingdom (Walt Disney World) in Orlando, Florida, USA
Im Magic Kingdom wurde die Originalversion Mad Tea Party vom Disneyland aus dem Jahr 1971 ohne Dach eröffnet. Aufgrund extremer Wetterbedingungen wurde es schließlich 1973 (zusammen mit der zentralen Teekanne) hinzugefügt. Es wurde 1992 mit einem neuen Farbschema, neuer Musik und den bunten Laternen aktualisiert. Im Jahr 2010 wurde das Vordach neu gestrichen.
Am 2. Februar 2021 wurde Magic Kingdom wiedereröffnet, nachdem es aufgrund der Auswirkungen des COVID-19-Ausbruchs auf Florida vorübergehend geschlossen gewesen war. Das Fahrgeschäft wurde am 22. Februar vorübergehend geschlossen und am 5. März pünktlich zur Feier zum 50-jährigen Jubiläum von Walt Disney World wiedereröffnet.

### Tokyo Disneyland (Tokyo Disney Resort) in Tokio, Japan
Im Gegensatz zu jeder anderen Version der Attraktion wurde die Version Alice's Tea Party in Tokio nicht 1983 zusammen mit dem Park eröffnet, sondern erst 1986. Es handelt sich größtenteils um die gleiche Version wie im Magic Kingdom, mit einem Vordach zum Schutz vor dem oft regnerischen japanischen Wetter und einer Teekanne darin das Zentrum, aus dem die Siebenschläfer ständig erscheinen.
Ursprünglich befand sich das Fahrgeschäft in der Nähe der ehemaligen Skyway-Station zum Tomorrowland, am Rande von Fantasyland. Ende 1998, im Rahmen des 15-jährigen Jubiläums von Tokyo Disneyland, wurde das Fahrgeschäft jedoch in das Zentrum von Fantasyland in der Nähe von Castle Carrousel verlegt, während die Skyway-Station geschlossen wurde, um Platz für Pooh's Hunny Hunt zu schaffen. Im Zuge dessen wurde das Fahrgeschäft einer Überarbeitung unterzogen, mit mehr wirbelnden Designs auf den Tassen und der Teekanne, die denen aus Disneyland Paris ähneln, und mit farbenfrohen japanischen Laternen.

### Disneyland Park (Disneyland Paris) in Paris, Frankreich
Die Pariser Version der Attraktion, Mad Hatter's Tea Cups, ist die einzige Version, die über ein blütenblattförmiges Glasdach und umliegende Gärten verfügt. Es nutzt auch die Teekanne des Siebenschläfers außerhalb des Fahrgeschäfts, in der Nähe der Märzhasen-Erfrischungen. Die Teetassen-Designs wurden später für die Teetassen von Tokyo Disneyland und Hong Kong Disneyland verwendet.

### Hong Kong Disneyland in Hong Kong
Die Version Mad Hatter Tea Cups im Hong Kong Disneyland hat keine zentrale Teekanne in der Mitte des Fahrgeschäftes, diese steht neben dem Fahrgeschäft. Diese Versionen dieser Attraktion hat ein Dach um die Gäste vor Sonne und Regen zu schützen.